# Nibble (commune de Södertälje)
Nibble est une localité de Suède dans la commune de Södertälje située dans le comté de Stockholm.
Sa population était de 235 habitants en 2019.